# Hotel Beverly Wilshire

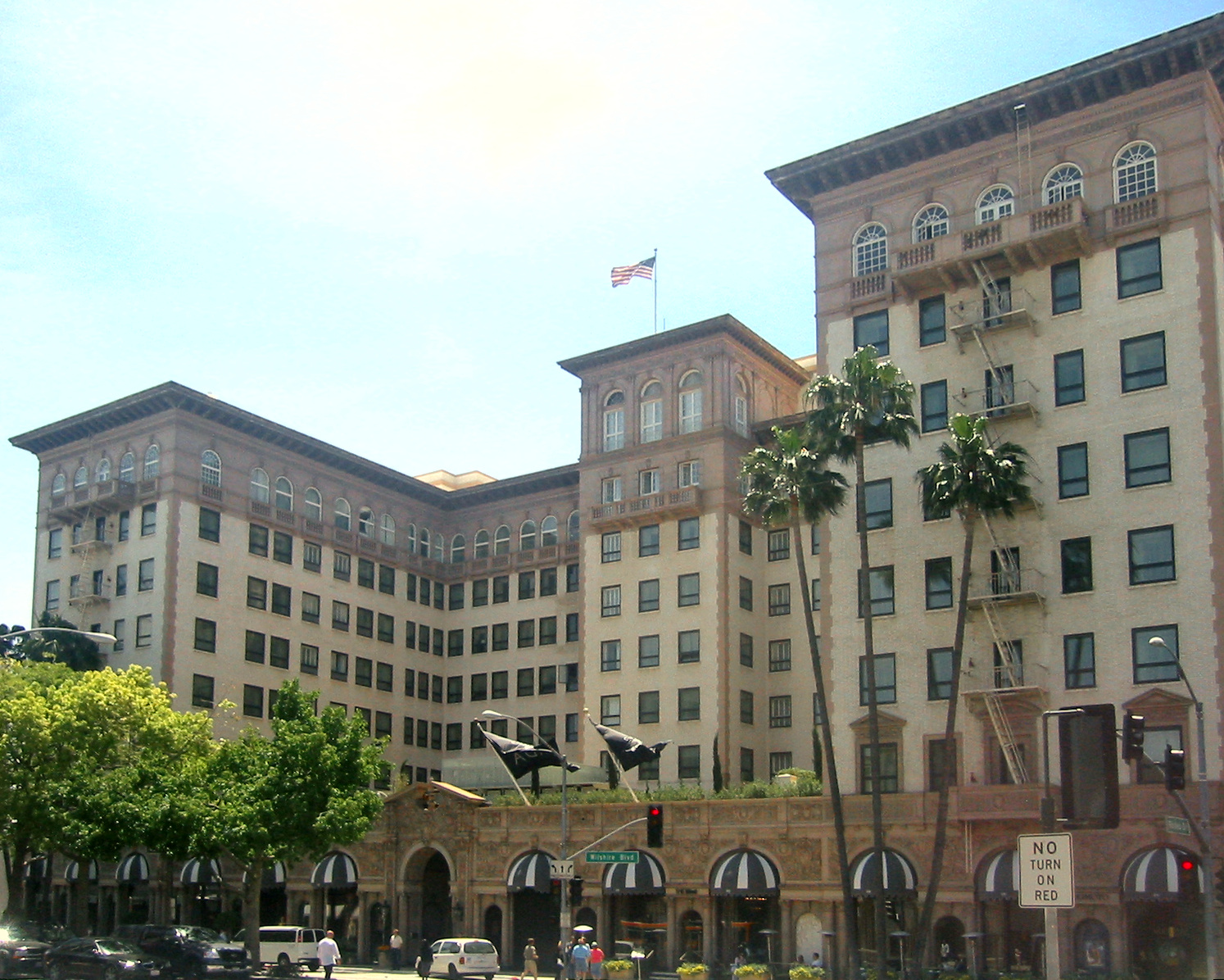
Hotel Beverly Wilshire

Das Hotel Beverly Wilshire (früher Regent Beverly Wilshire) ist ein an der Kreuzung von Rodeo Drive und Wilshire Boulevard im Zentrum Beverly Hills’ gelegenes Hotel der Luxusklasse und wird von Four Seasons Hotels and Resorts in Lizenz der Regent International Resorts seit 1992 betrieben. Das 1928 von Walter G. McCarty gebaute und 1991 umgebaute Hotel verfügt über 395 Zimmer und Suiten.
Der Musiker Elvis Presley und später der Schauspieler Warren Beatty lebten einige Jahre in Suiten des Hotels. Es wurde auch zum Heim von John Lennon, als er sich für einige Monate von Yoko Ono getrennt hatte.
Die amerikanische Jet-Set-Ikone und Kaufhaus-Erbin Barbara Hutton verbrachte ihre letzten Jahre verarmt und krank im Hotel und starb dort im Mai 1979.
Prominente Gäste waren u. a. der japanische Kaiser Hirohito, der Dalai Lama und Sadruddin Aga Khan wie auch die Schauspieler Michael Caine, Michael Douglas, Farrah Fawcett, Dustin Hoffman, Anjelica Huston, Robert Pattinson, Walter Matthau, John Travolta und Al Pacino.
Das Hotel wurde durch den Film Pretty Woman mit Julia Roberts und Richard Gere bekannt. 
Auch in Valentinstag wird es gezeigt.